# دصيور مبرقش طويل المخالب
دصيور مبرقش طويل المخالب أو عرسة جرابية طويلة المخالب (الاسم العلمي: Neophascogale lorentzi) (بالإنجليزية: Long-Clawed Marsupial "Mouse")‏ هي نوع من الثدييات تتبع جنس العرسة الجرابية الجديدة من فصيلة الدصيوريات.